# Olevano Romano
Olevano Romano – miejscowość i gmina we Włoszech, w regionie Lacjum, w prowincji Rzym.
Według danych na rok 2004 gminę zamieszkiwało 6339 osób, 243,8 os./km².